# مارینا (فیلم ۲۰۱۲)
«مارینا» (انگلیسی: Marina (2012 film)) یک فیلم است که در سال ۲۰۱۲ منتشر شد.